# Chlorissa cloraria
Chlorissa cloraria är en fjärilsart som beskrevs av Jacob Hübner 1808. Chlorissa cloraria ingår i släktet Chlorissa och familjen mätare. Inga underarter finns listade i Catalogue of Life.